# Clathroneuria schwarzi
Clathroneuria schwarzi är en insektsart som först beskrevs av Philip J. Currie 1903.  Clathroneuria schwarzi ingår i släktet Clathroneuria och familjen myrlejonsländor. Inga underarter finns listade i Catalogue of Life.